# Stephanus Jacobus du Toit
Stephanus Jacobus du Toit (1847-1911) var en sydafrikansk præst og foregangsmand for brug og anerkendelse af sproget afrikaans. 
Han var leder og en af grundlæggerne af Genootskap van Regte Afrikaners (Foreningen for sande afrikanere), som senere blev fusioneret med Zuidafrikaansche Boeren Beschermings Vereeniging (Sydafrikansk boerværnforening) til organisationen Afrikaner Bond. du Toit var også redaktør for den første avis på afrikaans; Die Afrikaanse Patriot, som blev etableret i 1876 og i 1905 gik ind i Paarl Post.
Stephanus' søn Jakob Daniël du Toit (1877-1953), kendt under navnet Totius, var også en sprogforkæmper, og var den første til at oversætte Bibelen til afrikaans.

## Eksterne links
- paarlpost.com Arkiveret 15. december 2007 hos  Wayback Machine avisens historie, med portræt af S.J. du Toit

1. ↑  Navnet er anført på engelsk og stammer fra Wikidata hvor navnet endnu ikke findes på dansk.
2. ↑  Navnet er anført på bokmål og stammer fra Wikidata hvor navnet endnu ikke findes på dansk.